# Lytta aeneiventris
Lytta aeneiventris é uma espécie de inseto coleóptero polífago pertencente à família dos meloídeos, sendo um dos principais representantes da tribo Lyttini, sendo, ainda, um representante de seu gênero mais importante e conhecido, Lytta. Possui distribuição geográfica exclusivamente paleoártica, sendo encontrado continentalmente na Ásia Oriental. Esta espécie seria descrita primeiramente no ano de 1880, sendo a sua autoridade atribuída ao entomólogo alemão Johann Georg Haag-Rutenberg.

## Distribuição geográfica
Sendo, assim como outras espécie dentro deste gênero, uma cantárida, apresenta distribuição geográfica restringida ao continente asiático, especificamente através do território hongueconguense, uma cidade e território administrativo autônomo chinês, onde pode ser encontrada ao sudoeste da República Popular da China. Por não ser uma espécie de cantárida de distribuição neoártica, ou seja, ao longo do continente norte-americano, existem controvérsias envolvendo se a espécie deveria ser incluída neste gênero ou, de outro modo, ser movida a outro gênero monotípico.